# Trichogramma jaxarticum
Trichogramma jaxarticum är en stekelart som beskrevs av Sorokina 1984. Trichogramma jaxarticum ingår i släktet Trichogramma och familjen hårstrimsteklar.
Artens utbredningsområde är Turkmenistan. Inga underarter finns listade i Catalogue of Life.